# Simon (apostel)

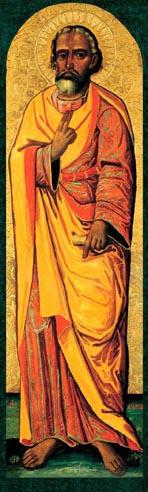
Icoon van de apostel Simon

Simon (Hebreeuws: שמעון, Šimʿon of (in de Tiberisch Hebreeuwse vocalisatie) Šimʿôn), ook wel Simon de Zeloot / Simon de IJveraar (Lucas 6:15; Handelingen 1:13) of (misschien om hem te onderscheiden van de Simon die later Petrus werd genoemd) Simon Kananeüs (Matteüs 10:4; Marcus 3:18; Lucas 6:15) genoemd, was een van Jezus' twaalf apostelen. Er is over hem weinig meer bekend dan zijn naam. De naam van Simon komt in alle synoptische evangeliën en Handelingen voor in de lijst met apostelen, zonder verdere gegevens.
Er zijn geen tradities die deze Simon identificeren als Simon, de broer van Jezus (Matteüs 13:55; Marcus 6:3). De Catholic Encyclopedia suggereert dat Simon misschien dezelfde was als Simeon van Jeruzalem. Hij zou dan een neef van Jezus kunnen zijn geweest of een zoon van Jozef van Nazareth uit een eerder huwelijk.
Er zijn legendes uit de 4e eeuw waarin Simon na Jezus' hemelvaart samen met de apostel Judas Taddeüs het evangelie in Syrië, Mesopotamië en Perzië predikte.
Robert Eisenman wees erop dat Talmudische verwijzingen in die periode naar Zeloten als kanna'im "geen betrekking hadden op een groep — maar op wraakzuchtige priesters in de tempel." (De algemene conclusie van Eisenman dat het zelotische element in de oorspronkelijke groep apostelen werd verhuld en herschreven om het assimilatieve, Paulijnse christendom voor de heidenen te ondersteunen is controversiëler.)
Zijn feestdag is in de Rooms-Katholieke Kerk op 28 oktober, in de Koptische Kerk en Orthodoxe Kerk op 10 mei. Hij wordt meestal afgebeeld met een boek en zaag als attributen.